# Cirrus SR22
A Cirrus SR22 az amerikai Cirrus Design egymotoros, négyszemélyes repülőgépe. Az SR20 nagyobb fesztávolságú szárnyakkal és erősebb motorral felszerelt változata.